# Benjamín Mendoza y Amor Flores
Benjamín Mendoza y Amor Flores (* 31. März 1933; † 2. August 2014) war ein bolivianischer Maler des Surrealismus, der 1970 ein Attentat auf Papst Paul VI. verübte, das fehlschlug.

## Attentat auf den Papst
Paul VI. war der erste Papst, der eine apostolische Reise auf die Philippinen unternahm. Am 27. November 1970 um etwa 9:30 Uhr Ortszeit näherte sich Mendoza als Priester verkleidet auf dem Flughafen Manila in einer dicht gedrängten Menge mit einem Kruzifix und einem über 30 cm langen Messer dem Papst. Dann stach er zweimal auf Paul VI. ein, konnte aber vom persönlichen Sekretär des Papstes, Pasquale Macchi, überwältigt werden. Der Papst trug leichte Verletzungen in der Halsgegend davon. Dank eines steifen Stützkragens, welchen er aus gesundheitlichen Gründen trug, konnten schwere Verletzungen verhindert werden. Mendoza y Amor Flores wurde daraufhin verhaftet. Später wurde er zu einer mehrjährigen Haftstrafe verurteilt.
Mendoza verließ 1962 La Paz, Bolivien. Von 1962 bis 1970 lebte er in Argentinien, den Vereinigten Staaten, Japan, Hongkong und auf den Philippinen.